# Streichenkirche
Koordinaten: 47° 42′ 3″ N, 12° 24′ 11,4″ O
Die Streichenkirche oder Streichenkapelle (katholische Filialkirche St. Servatius) ist eine ehemalige Wallfahrtskirche in der Gemeinde Schleching im Landkreis Traunstein in Bayern.

## Lage
Die Kirche liegt in der Hochgebirgswelt der Chiemgauer Alpen auf dem Schlossberg auf einer Höhe von 814 m hoch über dem Tal der Tiroler Achen auf der Streichen genannten vorspringenden Bergzunge an einem alten Saumpfad in der Nähe eines Burgstalls, der Sitz der im 12. Jahrhundert nachgewiesenen Grafen von Kraiburg-Ortenburg war.

## Bau und Ausstattung

Grundriss

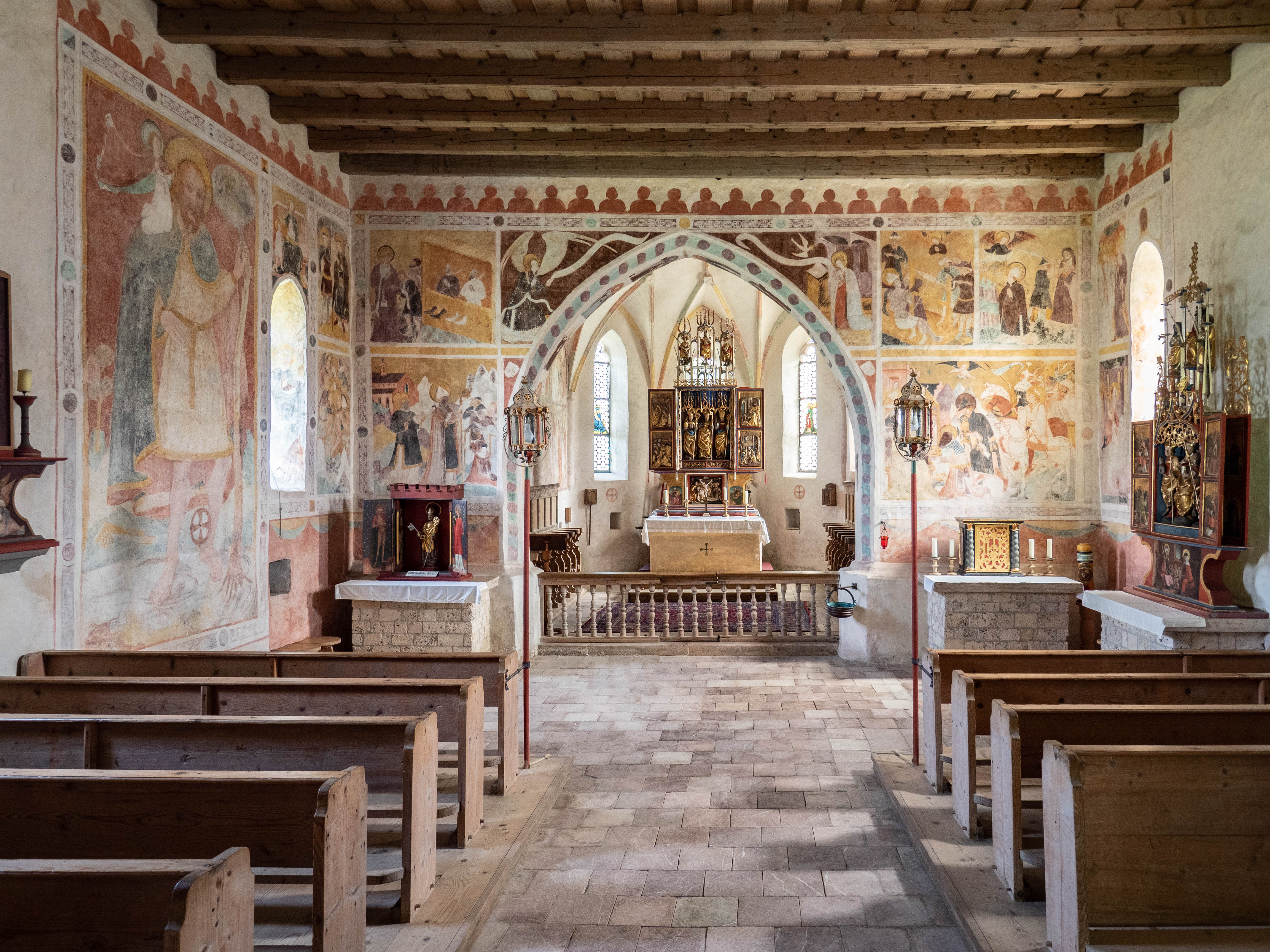
Streichenkirche, Langhaus und Chor

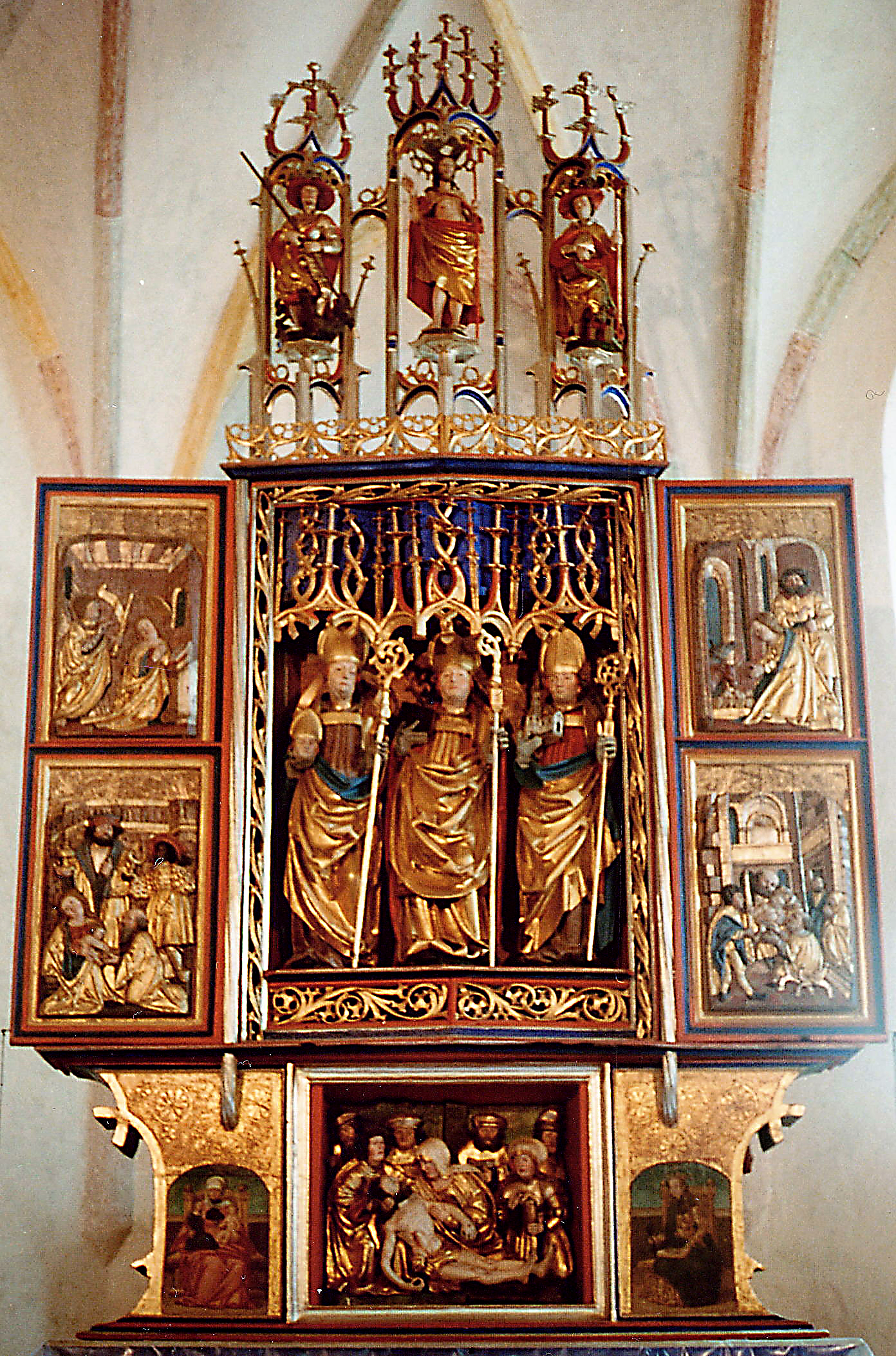
Hauptaltar

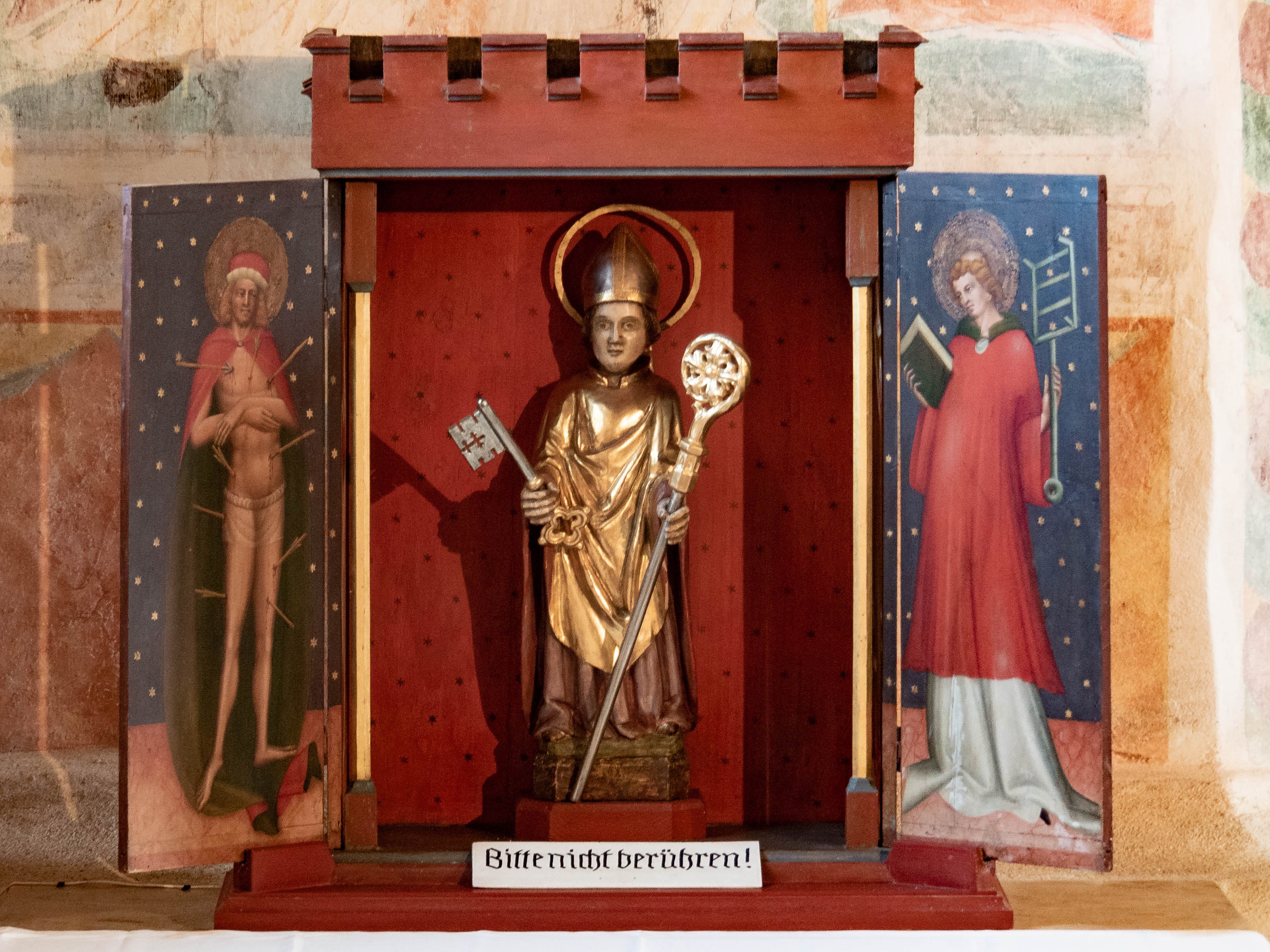
Kastenaltar

Der Bau des flachgedeckten, einschiffigen Langhauses könnte auf das Ende des 13. Jahrhunderts zurückgehen. Der Chor ist dreiseitig geschlossen, stark eingezogen und besitzt ein Netzgewölbe, er wurde um die Zeit von 1450 errichtet. Im Westen besitzt die Kirche einen Dachreiter. Die barocke Umgestaltung wurde von 1943 bis 1954 entfernt, außerdem wurden die Fresken (eigentlich Seccomalereien) wieder aufgedeckt. Die Kirche wurde ab 1993 insgesamt renoviert.
Zweireihige Freskenzyklen befinden sich im Chor, an der Wand des Chorbogens und im östlichen Teil der Langhauswände. Im Chor werden das Marienleben und die Passion Christi sowie das Jüngste Gericht dargestellt. Die Freskierung stammt hier aus der Zeit von 1508 bis 1513; sie wurde 1597 übermalt. Die Fresken im Langhaus aus der Zeit um 1450 stellen Szenen aus Heiligenlegenden und aus dem Heilsgeschehen dar; sie werden dem Umkreis von Conrad Laib zugeschrieben.
Der mit dem Jahr 1524 bezeichnete Hochaltar wurde 1667 durch einen barocken (heute in St. Rupert und Martin in Söllhuben) ersetzt, aber 1954 wieder aufgestellt. Er hat zwei feste und zwei bewegliche Flügel, eine Predella und ein Gesprenge. Im Schrein sind geschnitzte Figuren der heiligen Dionysius, Servatius und Wolfgang mit ihren Attributen aufgestellt. Die Flügel enthalten u. a. acht Passionsgemälde. Auf der Predella ist die Beweinung Christi dargestellt. Im Gesprenge befinden sich weitere kleine Schnitzfiguren (der auferstandene Christus zwischen den heiligen Florian und Georg).
An der nördlichen Wand des Chorbogens befindet sich ein kleiner Kastenaltar mit einer Figur des heiligen Servatius, die Klappfügel sind mit Heiligendarstellungen im weichen Stil aus der Zeit um 1410 bemalt. Der frühere nördliche Seitenaltar ist an der Südwand des Langhauses angebracht; er ist mit dem Jahr 1523 bezeichnet, die Rückseite des Schreins (mit Darstellung des Schmerzensmanns) an der Nordwand. In seinem Schrein sind Schnitzfiguren der heiligen Wolfgang, Maria Magdalena und Leonhard aufgestellt. An der Nordwand der Langhauses das Chorbogenkreuz aus der Mitte des 17. Jahrhunderts. Weiter befinden sich an der Nordwand Schnitzfiguren der heiligen Petrus und Nikolaus (um 1440).
Die Fenster des Chors bergen zwei kleine Glasgemälde (hl. Servatius und thronende Madonna), salzburgische Arbeiten aus der Zeit um 1440.
Das Chorgestühl aus der Zeit um 1520 zeigt ein Rankenornament.

## Würdigung
Die Kirche ist ein von der Lage und Raumstimmung her beeindruckendes und von der Fülle und Qualität der Ausstattung her höchst seltenes und wohl erhaltenes spätgotisches Gesamtkunstwerk (Dehio-Handbuch).
Mit ganz wenigen Mitteln, zurückhaltenden Farbwerten und ausdrucksvoll geschmeidiger Kontur ist das Figürliche gemeistert (Schindler, Große bayerische Kunstgeschichte, Seite 291).
Freilich muss man beachten, dass der heutige Zustand das Ergebnis eines umfangreichen restauratorischen Eingriffes ist und daher einer zeitgebundenen Interpretation unterliegt, was schon am Nebeneinander zweier einander eigentlich widersprechender Ausstattungsphasen von ungefähr 1440 und 1510/25 ersichtlich wird. (Rimsl, Kirchenführer, Seite 29)